# Beverly (Illinois)
Beverly es una comunidad no incorporada y un lugar designado para el censo en el municipio de Beverly, condado de Adams, Illinois, Estados Unidos. Beverly está a unas 26 millas (41,8 km) al sureste de Quincy en la esquina sureste del condado de Adams.
El pueblo fue fundado en 1836 por un grupo de pioneros. El pueblo lleva el nombre de la ciudad de Beverly, Massachusetts. En 1837 se estableció una oficina de correos llamada Beverly, que permaneció en funcionamiento hasta 1955.

## Geografía
Según los archivos del nomenclátor del censo de 2021, Beverly tiene una superficie total de 1,38 millas cuadradas (3,57 km²), todo terreno.

## Demografía
Según el censo de 2020, había 72 personas, 48 hogares y 48 familias que residían en el CDP. La densidad de población era de 20,20/km². Había 34 viviendas con una densidad media de 9,54/km². La composición racial del CDP era 100,00% blanca. Los hispanos o latinos de cualquier raza constituían el 2,78% de la población.